# Silvergran
Silvergran (Abies alba) är en växtart i ädelgranssläktet (Abies) och familjen tallväxter.

## Beskrivning
Barren är drygt 1,5–3 cm långa, med mörkgrön ovansida och på undersidan svagt silverfärgade ränder samt vanligtvis något urnupna i spetsen. Kottarna blir 10–15 cm långa.

## Utbredning
Silvergranen växer vild i Mellan- och Sydeuropa, från Pyrenéerna till västra Ukraina, södra Italien och norra Grekland. Den förekommer i kulliga områden och i bergstrakter mellan 300 och 2 000 meter över havet. Silvergran föredrar kyligt fuktigt väder med en årlig nederbörd av mer än 1 000 mm. Den kan bilda skogar där nästan inga andra träd ingår eller den hittas tillsammans med vanlig gran eller vanlig tall. Ibland bildar arten blandskogar med bok. Arten är vanlig som odlad gran och frösår sig i södra Sverige. Den odlas för skogsplantering och till prydnad i trädgårdar.

## Hot
Beståndet hotas av luftföroreningar och skogsbruk, men hela populationen anses fortfarande vara stabil. IUCN listar arten som livskraftig (LC).

## Bilder

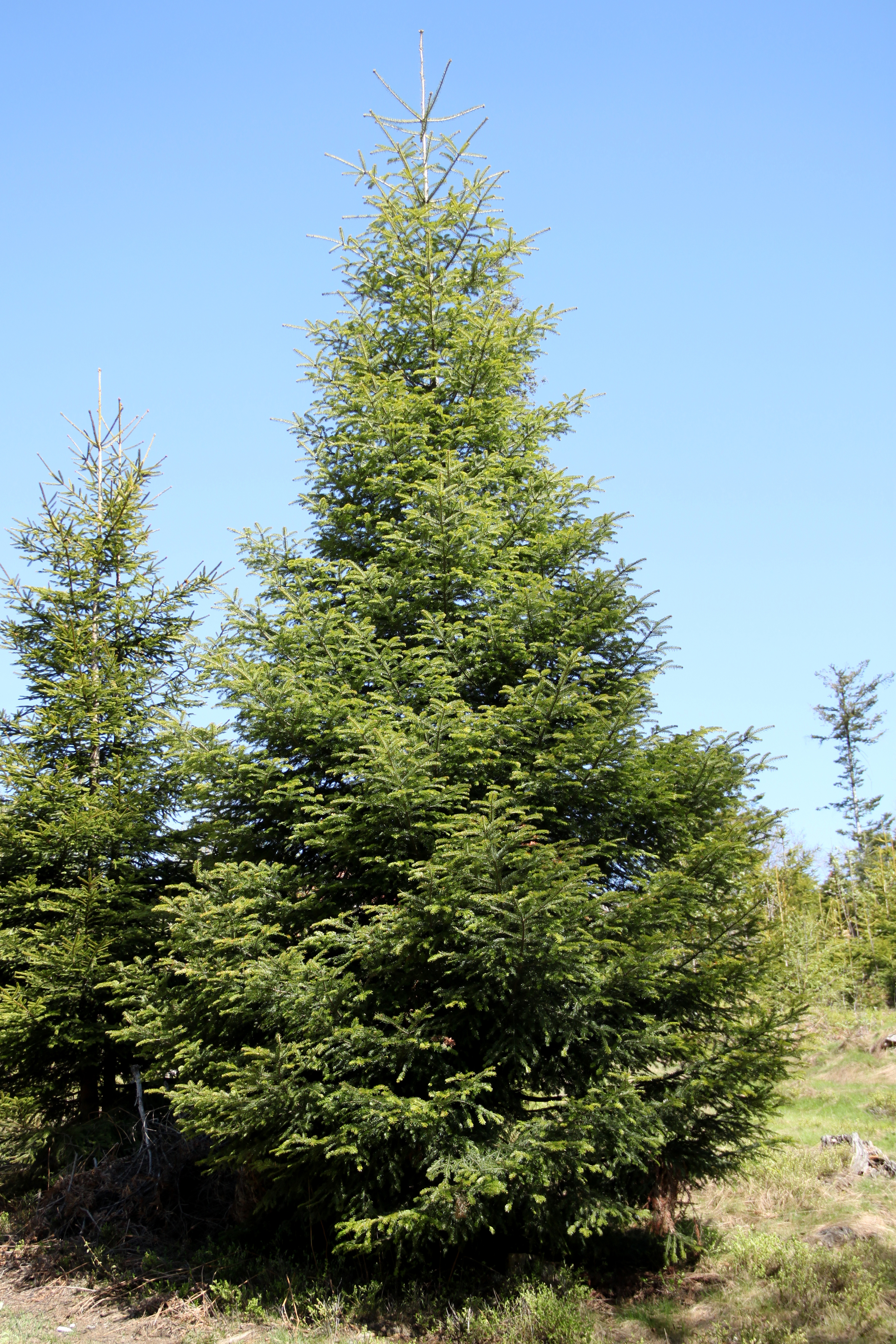
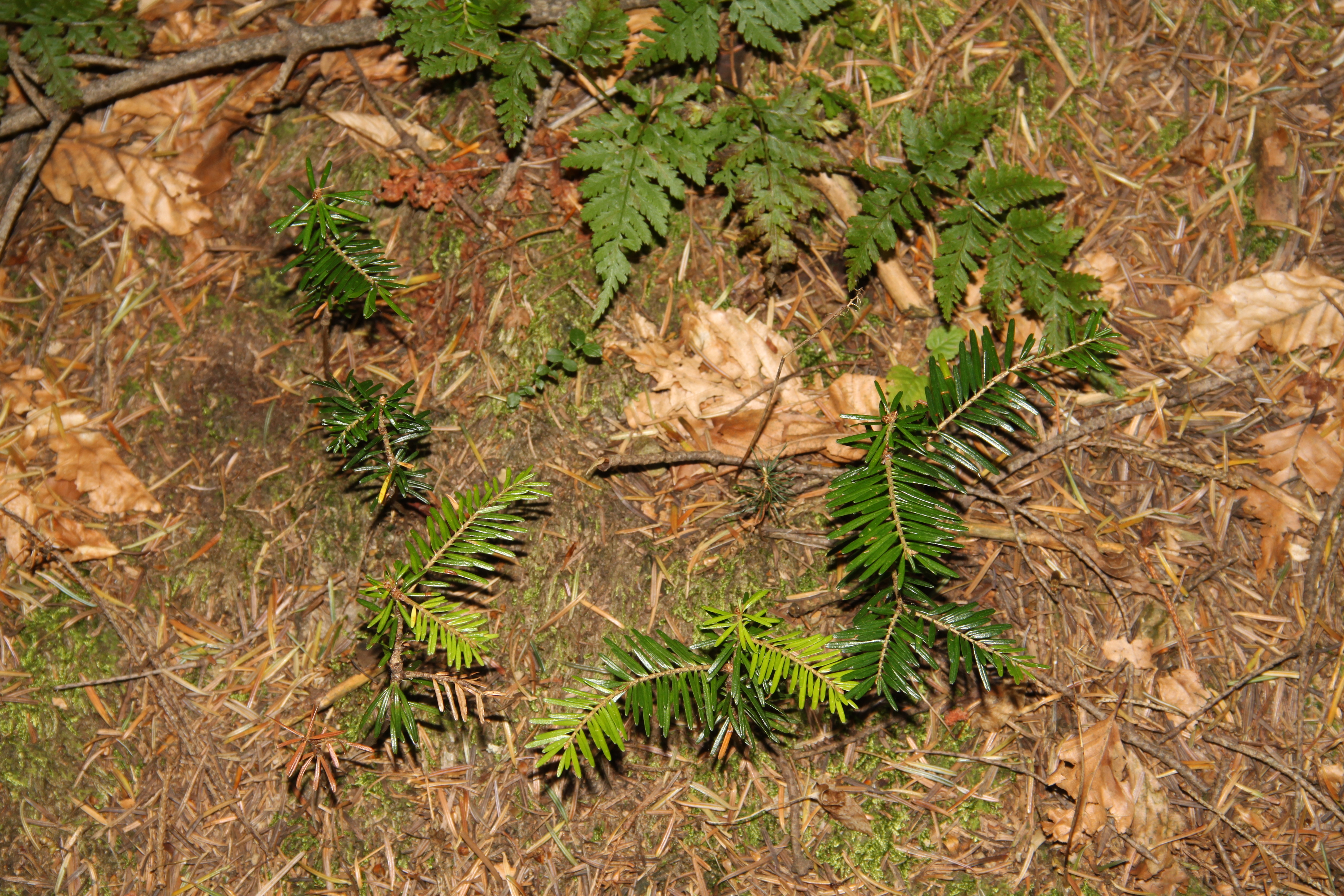
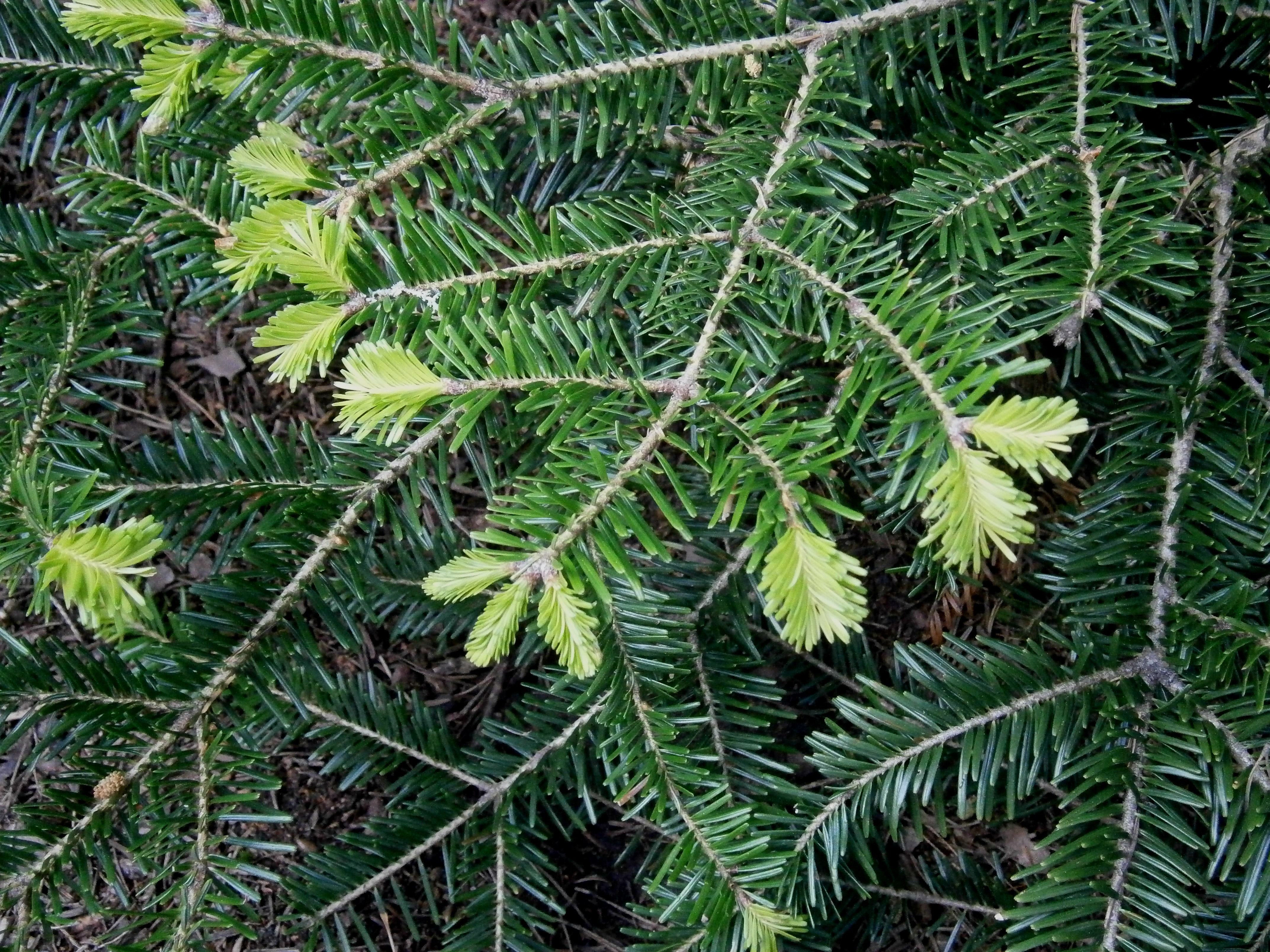
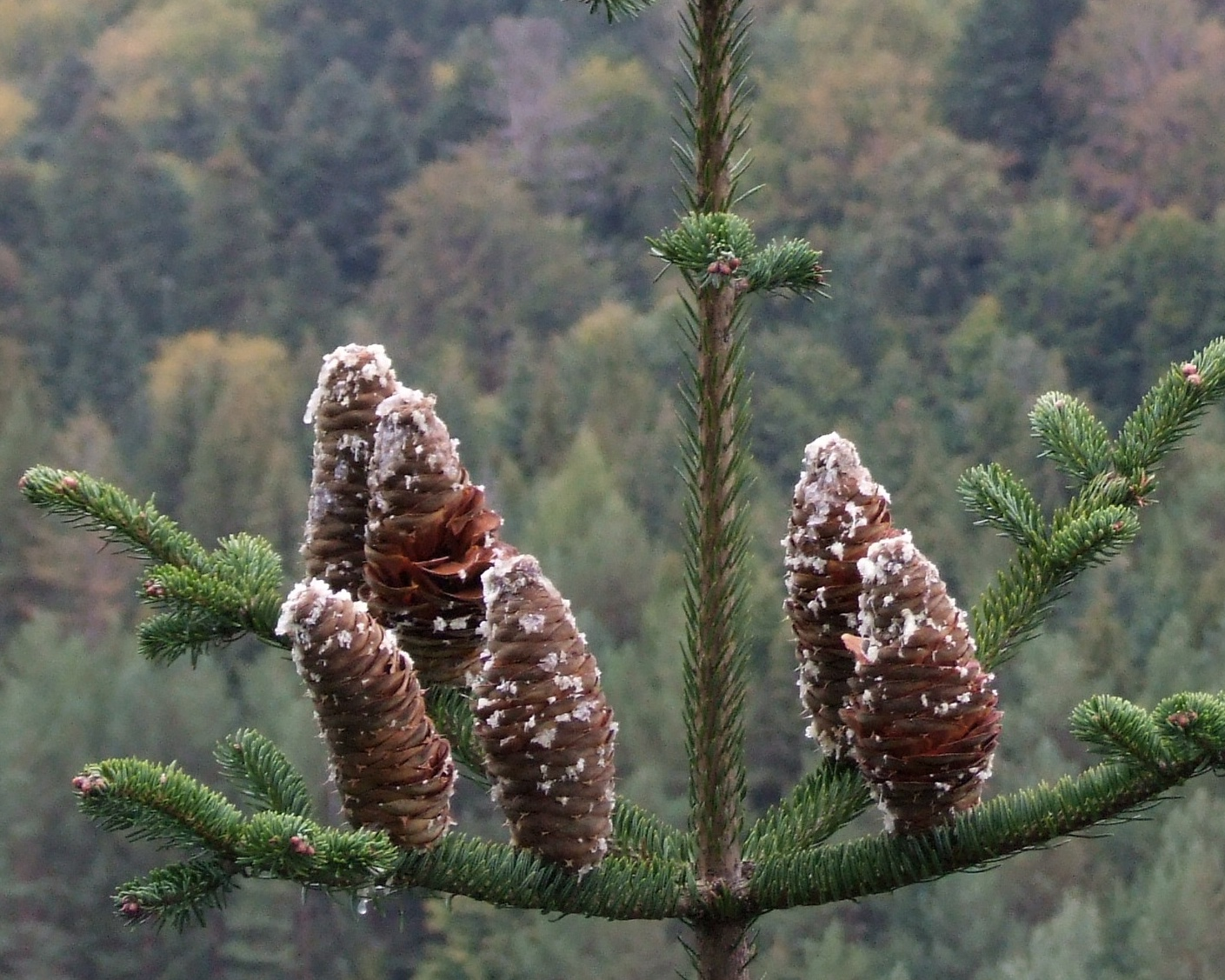
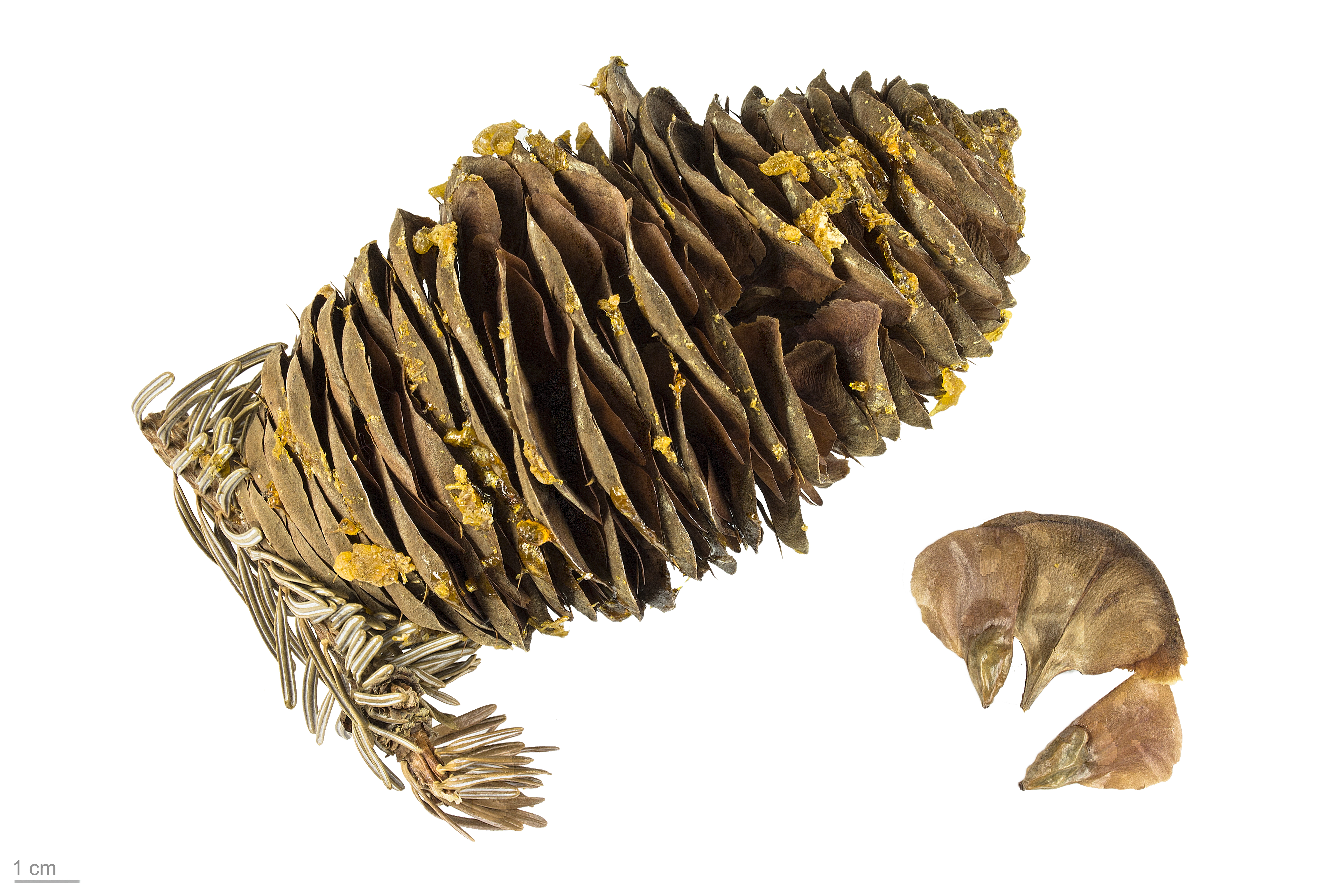